# Колар, Франтишек
Карел Франтишек Колар (чеш. František Karel Kolár; 29 января 1829 Вальдхайм, Богемия, Австрийская империя (ныне с. Лесна, района Тахов, Пльзенского края Чешской Республики) — 4 декабря 1895, Прага) — чешский актёр, режиссëр и художник, видный чешский театральный деятель 1870—1880-х годов.

## Биография
Родился в семье финансиста. Его дядя Иосиф Иржи Колар был оперным певцом и директором театра. После окончания гимназии в Праге, в 1845—1851 гг. обучался в Пражской академии живописи. В студенческие годы играл в любительском театре.

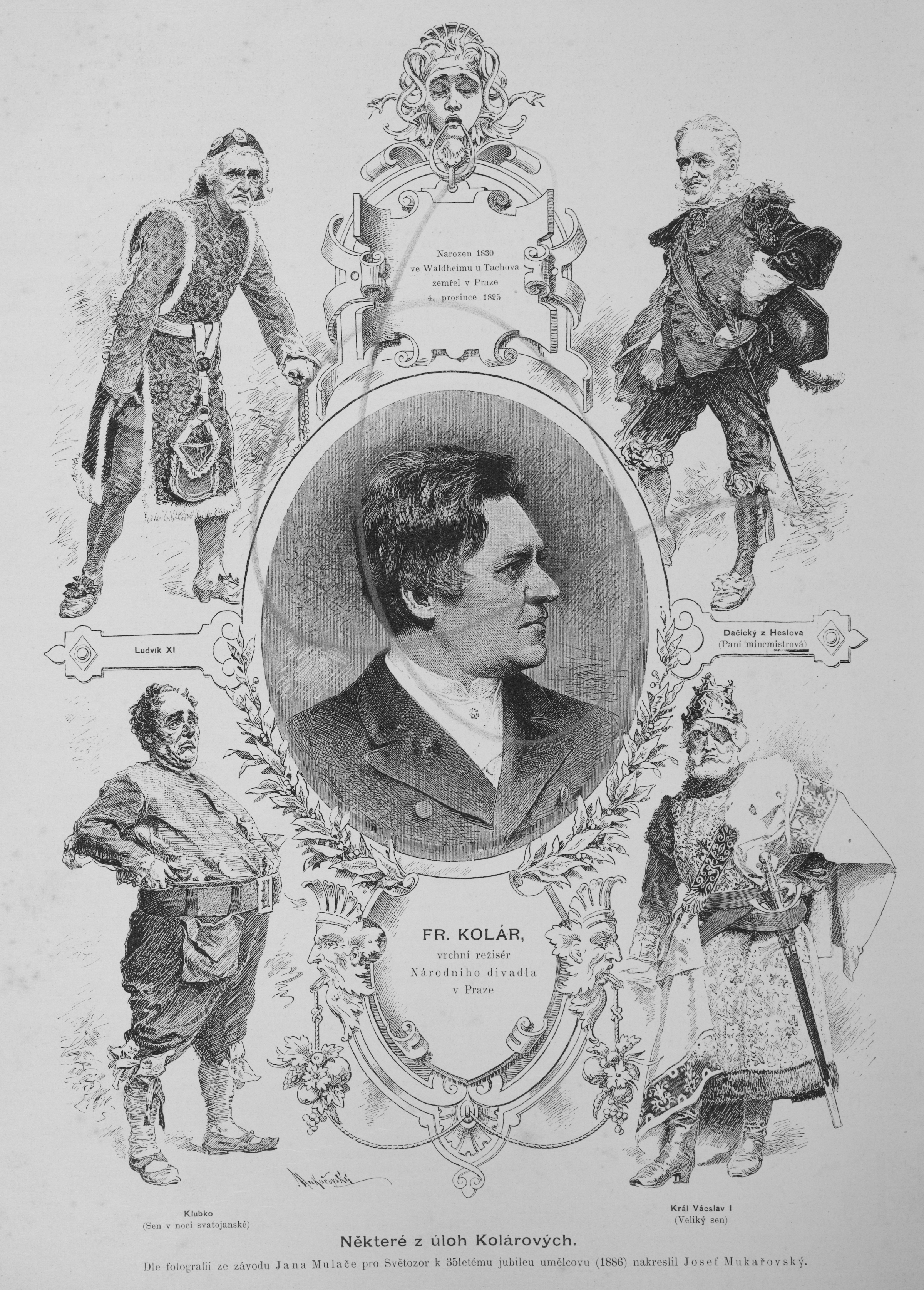
Й. Мукаржовский Изображение Колара и его театральных персонажей

Под влияние родственника решил профессионально заняться театральной деятельностью и поступил в труппу Сословного (Провинциального немецкого) театра.
С 1854 по 1858 год сыграл во многих шекспировских пьесах.
В 1860-х выступал на сцене Временного театра и хорошо зарекомендовал себя в комедийных постановках.
Став известным артистом, блистал в главных трагикомических ролях.
Театральный стаж Колара составил более сорок лет.
Карел Франтишек Колар был в своё время признан одним из самых талантливых актёров с большим патриотическим чувством.
Он был успешным режиссëром Национального театра в Праге. Поставил ряд драм, опер и балетов. С 1873 по 1874 он был также директором Временного театра.
Его специализациею была организация и постановка театрализованных «живых картин»; большинство из них - во время юбилейной выставки 1891 года.
Умер после продолжительной болезни.

## Избранные театральные роли
- Шут («Король Лир» Шекспира),
- Полоний («Гамлет» Шекспира),
- Сэр Тоби Белч («Двенадцатая ночь» Шекспира)
- Вацлав I («Большая мечта» Л. Строупежницкого, Ладислав) и др.

В качестве художника, Колар был известным карикатуристом и иллюстратором. Сотрудничал с журналом «Listy», где поместил серию рисунков непопулярных австрийских политиков Э. Хербста и А. Шмерлинга.